# LIVE IN LIVING '07
『LIVE IN LIVING '07』は、2007年11月6日に発売された羊毛とおはなの1作目のスタジオ・アルバムである。

## 解説
2007年6月26日にヴィレッジヴァンガード限定で発売され、3,000枚以上を売り上げたミニアルバム『LIVE IN LIVING』に収録された4曲に、新録5曲を含む6曲を加えてフルアルバムとしたもので、"LIVE IN LIVING"シリーズのフルアルバムとしては1作目にあたる。本作では、山下達郎や竹内まりやの作品も手掛ける原田光晴がマスタリング・エンジニアとして起用されている
。
"LIVE IN LIVING"シリーズは、その名の通り、リビングルームでライブをしているかのような作品をテーマとしたもので、歌とギターのみの編成でライブ録音されている。また、カバー曲を多く含むことも特徴であり、本作は洋楽4曲・邦楽1曲の計5曲のカバーを含んでいる。

## 収録曲
特記以外は、作詞：千葉はな、作曲：市川和則
1. 手のひら (4:25)
  - 新録
2. おまもりのうた (4:23)
  - ミニアルバム『LIVE IN LIVING』収録曲。
3. ララルラ ララルラ (4:09)
  - 新録
4. レモン (3:38)
  - 新録
5. So Far Away (3:33)
  - 作詞・作曲：キャロル・キング
  - キャロル・キングの曲のカバー
  - 新録
6. Englishman in New York (3:56)
  - 作詞・作曲：ゴードン・サムナー（スティングの別名）
  - スティングの曲のカバー
  - ミニアルバム『LIVE IN LIVING』収録曲。
7. I'll never fall in love again (3:23)
  - 作詞：ハル・デヴィッド、作曲：バート・バカラック
  - ミュージカル『プロミセス・プロミセス』の劇中歌のカバー
  - ミニアルバム『LIVE IN LIVING』収録曲。
8. Wonderful Christmastime (2:47)
  - 作詞・作曲：ポール・マッカートニー
  - ポール・マッカートニーの曲のカバー
9. 人魚 (3:29)
  - 作詞：NOKKO、作曲：筒美京平
  - NOKKOの曲のカバー
  - ミニアルバム『LIVE IN LIVING』収録曲。
10. Rain (3:51)
  - 作詞：ローランド・ハーゲンバーグ、作曲：村松崇継
  - 新録

## 参加ミュージシャン
- 羊毛とおはな - 歌と演奏